# Schweizerische Offiziersgesellschaft
Die Schweizerische Offiziersgesellschaft (SOG) ist die Dachorganisation von 24 kantonalen und 15 Fach-Offiziersgesellschaften (Sektionen) mit insgesamt 22'000 Mitgliedern.
Im Rahmen der schweizerischen Sicherheitspolitik bezweckt sie die Wahrnehmung der militärpolitischen Verantwortung und Interessen der Offiziere. Sie setzt sich für die Förderung einer effizienten Schweizer Armee sowie für die Pflege der Beziehungen zu nationalen und internationalen Behörden und Organisationen mit sicherheitspolitischen Zielsetzungen ein.
Die Unabhängigkeit ist von grosser Bedeutung, denn sie will als kritische und konstruktive Partnerin akzeptiert werden. Sie erhält keine Bundessubventionen, sondern finanziert sich ausschliesslich über Mitgliederbeiträge und Spenden. Sitz der Organisation ist Pully VD.

## Geschichte und Entstehung
Gegründet wurde der Verein unter dem Namen „Eidgenössische Militärgesellschaft“ während der Regenerationszeit, am 24. November 1833 von 130 Zürcher, Thurgauer und St. Galler Offizieren in Winterthur.
Seit Anbeginn war der Verein durch Ereignisse und Entwicklungen der Schweizer Geschichte geprägt. Gesellschaftliche, politische und wirtschaftliche Einflüsse und Auseinandersetzungen um das schweizerische Heerwesen sind ebenfalls seit jeher von grosser Bedeutung.

## Organe
Der Verein besteht aus drei Organen: der Delegiertenversammlung, dem Vorstand sowie den Rechnungsrevisoren.
Das oberste Organ ist die Delegiertenversammlung, welche jährlich durchgeführt wird. Ihr gehören die Vertreter der Kantonalen Offiziersgesellschaften und der Fachoffiziersgesellschaften an. Der SOG-Präsident, die Vorstandsmitglieder sowie die Rechnungsrevisoren werden von der Delegiertenversammlung gewählt.
Oberst i Gst Stefan Holenstein ist seit 2016 amtierender Präsident. Nebst ihm sind mindestens zwölf Sektionsmitglieder Teil des Vorstandes. Dessen Aufgaben sind es, die laufenden Geschäfte zu besorgen und die SOG nach aussen zu vertreten. Aktuell sind die Kommissionen ASMZ und International, sowie zwei Ressorts, namentlich SOG und Sicherheitspolitik, tätig.
Jeweils zwei Offiziere aus verschiedenen Sektionen werden als Rechnungsrevisoren gewählt. Sie prüfen die Jahresrechnung und erstatten der Delegiertenversammlung schriftlich Bericht.

## Präsidenten
(Quelle: )
2025 - heute Oberst i Gst Michele Moor
2021 – 2025 Oberst Dominik Knill, Frauenfeld TG

2016 – 2021 Oberst i Gst Stefan Holenstein, Zürich ZH

2012 – 2016 Brigadier Denis Froidevaux, Le Mont-Pèlerin VD

2008 – 2012 Brigadier Hans Schatzmann, Solothurn SO

2005 – 2008 Oberst i Gst Michele Moor, Cureglia TI

2000 – 2005 Oberst i Gst Ulrich Siegrist, Lenzburg AG

1999 – 2000 Oberst i Gst Siegfried Albertin, Lauerz SZ und Oberst i Gst Roberto Fisch, Lugano TI (Co-Präsidenten)

1997 – 1999 Brigadier Michel Crippa

1994 – 1997 Brigadier Peter Arbenz, Winterthur ZH

1991 – 1994 Oberst i Gst Fulcieri Kistler, Lugano TI

1988 – 1991 Oberst i Gst Peter F. Oswald, Bremgarten

## Mitglieder
Der Verein besteht aus rund 22'000 Mitgliedern in 39 Sektionen. Diese unterteilen sich in 24 kantonale Offiziersgesellschaften (KOG) und 15 Fach-Offiziersgesellschaften (Fach-OG) der Truppengattungen. Die Vorstände aller Sektionen sowie der SOG arbeiten ehrenamtlich.

### Kantonale Offiziersgesellschaften (KOG)
| Wappen                            | KOG                                    | Präsident                         |
| --------------------------------- | -------------------------------------- | --------------------------------- |
| Kanton Aargau                     | Aargauische OG                         | Maj Yves Blöchlinger              |
| Wappen Appenzell Innerrhoden matt | OG Appenzell                           | Oberst i Gst Markus Schegg        |
| Wappen Basel-Stadt matt           | OG beider Basel                        | Hptm Lucien Schibli               |
| Kanton Bern                       | OG des Kantons Bern                    | Oberst Francesco Rappa            |
| Kanton Freiburg                   | Freiburgische OG                       | Maj EMG Patrick Noger             |
| Kanton Genf                       | Société Militaire du Canton de Genève  | Col EMG Denis Mastrogiacomo       |
| Kanton Glarus                     | Glarner OG                             | Maj Hans-Jörg Riems               |
| Kanton Graubünden                 | Bündner OG                             | Hptm Martin Fetz                  |
| Kanton Jura                       | Société Jurassienne des officiers      | Col Fabien Kohler                 |
| Kanton Luzern                     | Kantonale OG Luzern                    | Oberst Alexander Krethlow         |
| Kanton Neuenburg                  | Société Neuchâteloise des Officiers    | Lt col EMG Ivan Keller            |
| Wappen                            | OG Nidwalden                           | Hptm Daniel Blank                 |
| Wappen                            | OG Obwalden                            | Oberst i Gst Corina Gantenbein    |
| Kanton Schaffhausen               | Kantonale OG Schaffhausen              | Maj i Gst Philipp Zumbühl         |
| Kanton Schwyz                     | OG des Kantons Schwyz                  | Oberstlt i Gst Daniel Langenegger |
| Kanton Solothurn                  | OG des Kantons Solothurn               | Hptm Isch Nicola                  |
| Kanton St. Gallen                 | OG des Kantons St.Gallen               | Oberst i Gst Martin Koller        |
| Kanton Thurgau                    | OG des Kantons Thurgau                 | Oberstlt Valentin Hasler          |
| Kanton Tessin                     | Società ticinese degli Ufficiali       | Ten Col SMG Manuel Rigozzi        |
| Wappen Uri matt                   | OG des Kantons Uri                     | Oberst Jürg Janett                |
| Kanton Waadt                      | Société Vaudoise des Officiers         | Col EMG Christophe Gerber         |
| Kanton Wallis                     | OG Oberwallis                          | Maj i Gst Heinen Diego            |
| Kanton Wallis                     | Société des Officiers du Valais romand | Lt col Roger Haupt                |
| Kanton Zug                        | OG des Kantons Zug                     | Hptm Gregor Bruhin                |
| Kanton Zürich                     | OG des Kantons Zürich                  | Maj Thomas G. Albert              |

### Fachoffiziersgesellschaften (Fach-OG)
| Logo                                                                    | Fach-OG                                                              |
| ----------------------------------------------------------------------- | -------------------------------------------------------------------- |
| Logo der Vereinigung der Schweizerischen ABC Spezialisten               | Vereinigung der Schweizerischen ABC Spezialisten                     |
| Logo der Schweizerischen Offiziersgesellschaft der Artillerie           | Schweizerische Offiziersgesellschaft der Artillerie                  |
| Logo der Società Ticinese di Artiglieria                                | Società Ticinese di Artiglieria                                      |
| Logo der Gesellschaft der Offiziere der Luftwaffe                       | AVIA - Gesellschaft der Offiziere der Luftwaffe                      |
| Logo der Kadervereinigung der Spezialkräfte                             | KVSK – Kadervereinigung der Spezialkräfte                            |
| Logo der Offiziersgesellschaft der Panzertruppen                        | OG Panzer - Offiziersgesellschaft der Panzertruppen                  |
| Logo der Schweizerischen Gesellschaft der Offiziere der Logistik        | SOLOG - Schweizerische Gesellschaft der Offiziere der Logistik       |
| Logo der Schweizerischen Gesellschaft der Bereitschaftsoffiziere        | Schweizerische Gesellschaft der Bereitschaftsoffiziere               |
| Logo der Vereinigung Schweizerischer Nachrichtenoffiziere               | VSN - Vereinigung Schweizerischer Nachrichtenoffiziere               |
| Logo der Offiziersgesellschaften der Rettungstruppen                    | Offiziersgesellschaften der Rettungstruppen                          |
| Logo der Schweizerischen Gesellschaft der Offiziere der Sanitätstruppen | SGOS - Schweizerische Gesellschaft der Offiziere der Sanitätstruppen |
| Logo der Schweizerischen Veterinär-Offiziersgesellschaft                | SVOG - Schweizerische Veterinär-Offiziersgesellschaft                |
| Logo der Schweizerischen Offiziersgesellschaft Führungsunterstützung    | SOG FU - Schweizerische Offiziersgesellschaft Führungsunterstützung  |

## Politisches Engagement
Die SOG setzt sich für die Wehrpflicht, die Weiterentwicklung der Armee sowie den Tiger-Teilersatz ein.

## Militärzeitschriften
In der Schweiz gibt es drei grosse Militärzeitschriften – einen für jeden Landesteil in der jeweiligen Sprache. Dabei gilt zu beachten, dass die ASMZ von der SOG selbst publiziert wird, an den beiden anderen (RMS und RMSI) ist die SOG beteiligt.
- Die Allgemeine Schweizerische Militärzeitschrift (ASMZ) ist die Kaderzeitschrift und offizielles Organ der Schweizerischen Offiziersgesellschaft SOG. Sie wird allen deutschsprachigen Mitgliedern sowie sämtlichen Mitgliedern und Mitgliederfirmen der Schweizerischen Kriegstechnischen Gesellschaft in einer Auflage von 19'356 Exemplaren monatlich zugestellt.
  - erscheint regelmässig seit 1834
  - nimmt Stellung zu militärischen, wehr- und sicherheitspolitischen Ereignissen und Entwicklungen aus dem In- und Ausland
  - vertieft Kenntnisse über Armee und nationale/internationale Sicherheitskooperation
  - vermittelt Anregungen für die praktische Arbeit mit der Truppe
  - orientiert über die Tätigkeit der SOG und ihrer Sektionen

- Die Revue Militaire Suisse (RMS) ist ein offizielles französisches Publikationsorgan der SOG. Sie erscheint in den Westschweizer Kantonen sowie in Bern. Herausgeber ist die Association de la Revue militaire suisse (ARMS). Das Ziel der RMS ist es, den Austausch über militärische Probleme zu vereinfachen sowie die Fachkenntnisse und die Allgemeinbildung der Offiziere weiterzuentwickeln. Um in konstruktiver Art und Weise an der Sicherheitspolitik zu arbeiten, ist die RMS für alle Stimmen offen.

- Die Associazione Rivista Militare della Svizzera Italiana ist die Herausgeberin der „Rivista Militare della Svizzera Italiana“. Sie setzt sich – nebst der Garantie zur Erhaltung und der Distribution des Wissens der SOG Tessin an Einrichtungen, Institutionen und einzelne Abonnenten in der ganzen Schweiz und im Ausland – für die konkrete Förderung des Milizgeistes, die Information und die Sicherheitspolitik unseres Landes ein.

Der Verein organisiert ausserdem kulturelle, didaktische und soziale Veranstaltungen und Aktivitäten, welche die Argumente der Rivista Militare della Svizzera Italiana, die Geschichte der Schweizer Armee und alles, was eng damit verbunden ist, betrifft.